# Byte Records
Byte Records é uma gravadora independente da Bélgica, especializada em dance music. Artistas como 2 Unlimited e Sash! fazem parte da gravadora.